# Air Force 1 (album)
Pour les articles homonymes, voir Air Force One (homonymie).
Albums de The High & Mighty
Home Field Advantage
(1999) The Highlite Zone
(2003)
Air Force 1 est le deuxième album studio de The High & Mighty, sorti le 26 février 2002.
Le titre de l'album fait référence à la célèbre chaussure Nike Air Force One. Le groupe a l'habitude de faire des clins d'œil aux sports américains comme le basket ball ou le football américain.
Air Force 1 s'est classé 35e au Top Independent Albums.

## Liste des titres
| No  | Titre                                                             | Producteur        | Durée |
| --- | ----------------------------------------------------------------- | ----------------- | ----- |
| 1.  | Two Minute Drill (Intro)                                          | DJ Mighty Mi      | 1:34  |
| 2.  | Nowhere to Hide At (featuring Copywrite)                          | Reef              | 3:55  |
| 3.  | Artillery                                                         | J-Zone            | 3:30  |
| 4.  | You Don't Wanna Fuck Wit (featuring Havoc et R.A. the Rugged Man) | Ayatollah         | 3:47  |
| 5.  | Mighty Mi in the Land of Deadstock                                | The High & Mighty | 3:18  |
| 6.  | And Then (Skit)                                                   | DJ Mighty Mi      | 1:22  |
| 7.  | More in Outs (featuring Cage)                                     | DJ Mighty Mi      | 4:30  |
| 8.  | Illadel Jackmove                                                  | DJ Mighty Mi      | 3:04  |
| 9.  | Hedley (Skit)                                                     | DJ Mighty Mi      | 0:29  |
| 10. | What's After                                                      | DJ Mighty Mi      | 4:00  |